# Walther von Treskow
Walther von Treskow (* 22. Juli 1874 in Owinsk; † 15. Mai 1928 in Danzig) war ein deutscher Verwaltungsjurist und Gutsbesitzer.

## Leben
Treskow ist das siebte von acht Kindern des Gutsherrn Otto von Treskow-Owinsk (* 1836; † 1910) und der Berta Bensch (* 1844; † 1934). Er war auf dem Gymnasium Rogasen und studierte Rechtswissenschaften in Heidelberg und Berlin und wurde in Heidelberg Mitglied des Corps Vandalia. 1897 legte er in Berlin das Referendarexamen ab. 1902 wurde er Regierungsreferendar in Posen, 1904 Regierungsassessor in Harzburg. 1907 kam er an das Oberpräsidium in Hannover. Er wurde 1909 Landrat in Mogilno, schied 1911 aus dem Staatsdienst aus und übernahm die Bewirtschaftung des Familienguts in Owinsk.

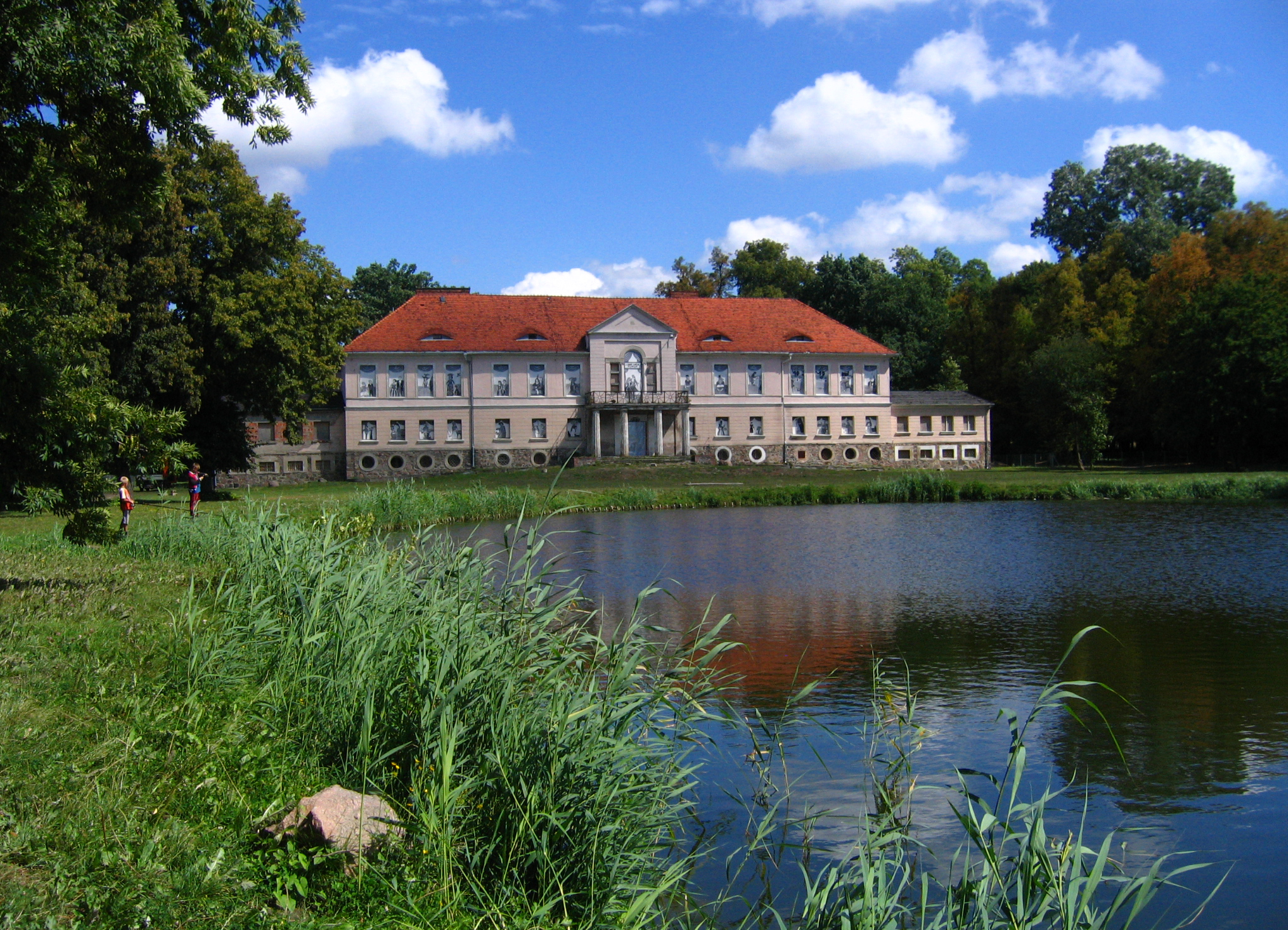
Schloss Owinsk

1915 heiratete Treskow Johanne (Jone) Roth (* 1892; † 1975). Das Ehepaar hatte die Töchter Berta und Maria, die Söhne Otto (* 1916; † 1941), er war der Gutserbe auf Schloss Owinsk, sowie Walther (* 1919; † 1941) und Udo (* 1920; † 1942).